# Ubuntu Netbook Edition

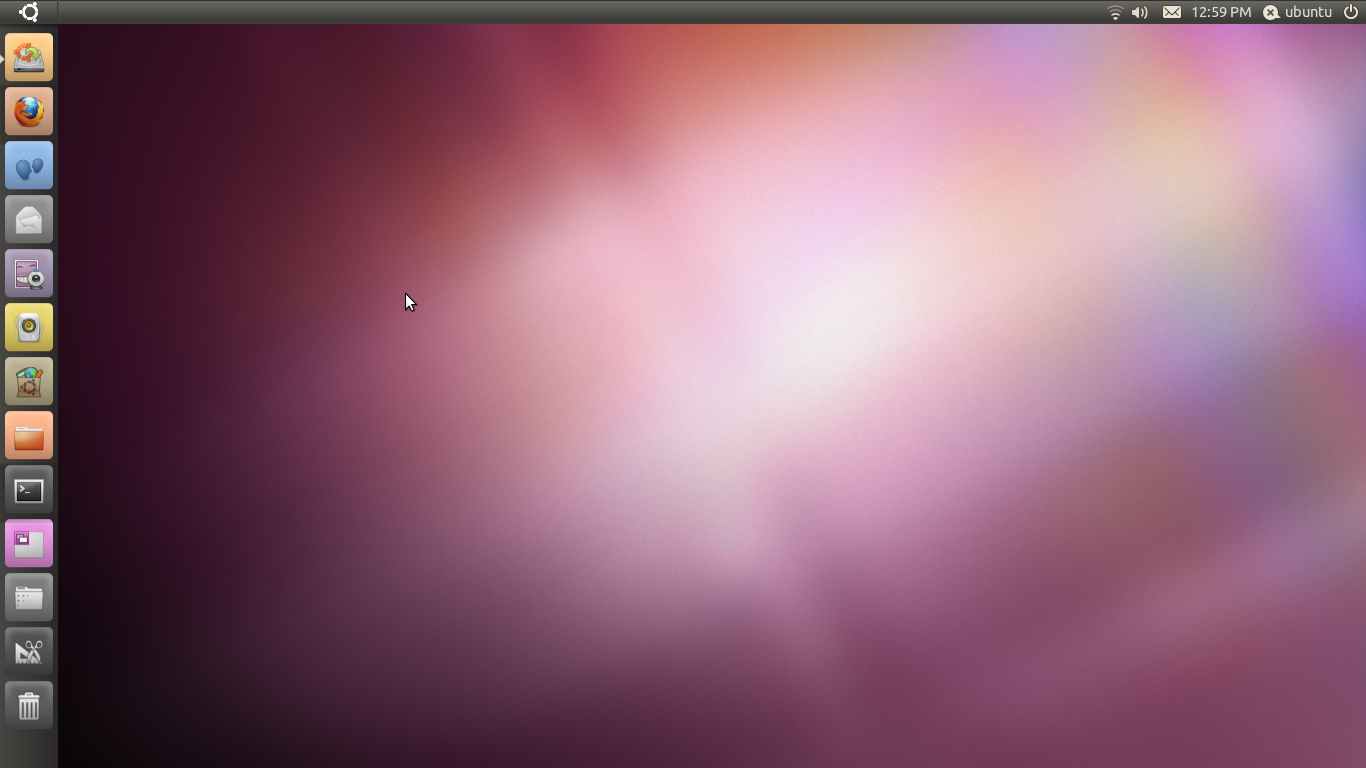
Ubuntu 10.10

Ubuntu Netbook Edition (UNE, dawniej znany jako Ubuntu Netbook Remix) – wersja dystrybucji Linuksa Ubuntu, która została zoptymalizowana w celu umożliwienia lepszej pracy na netbookach i innych urządzeniach z małymi ekranami lub z procesorem Intel Atom.
UNE jest dostępna od wersji Ubuntu 8.04 (Hardy Heron). UNE jest opcjonalne preinstalowana jako system operacyjny (OS) na niektórych netbookach, takich jak Dell Inspiron Mini 10V i Toshiba NB100, a także działa na popularnych modelach, takich jak Acer Aspire One i ASUS Eee PC.
Canonical Ltd., firma, która zajmuje się rozwojem Ubuntu, współpracuje z projektem Moblin w celu zapewnienia optymalizacji, mniejszych wymagań sprzętowych i wyższego życia baterii.
Canonical Ltd. wraz z  Ubuntu 11.04 postanowiło scalić wersje dla netbooków i desktopów w jedną wersję i zrezygnowało z dalszego wspierania Ubuntu Netbook Edition.

## Instalacja
Ubuntu Netbook Edition (UNE) można zainstalować na kilka sposobów:
- przez pierwsze regularne instalacje Ubuntu (wersja 8.04, 8.10, 9.04 lub 9.10), a następnie dodając UNE repozytoria i instalację odpowiednich pakietów;
- pobierając UNE oparty na Ubuntu 9.10, jako plik IMG, i zapisując plik IMG na USB Flash Drive, a następnie uruchamiając netbook z tego dysku, wybierając opcję instalacji;
- Pobierając UNE oparty na Ubuntu 9.10 jako obraz ISO, który może być albo nagrany na CD, a następnie uruchomiony z podłączonego przez USB CD-ROM do netbooka, lub zapisywany na USB Flash Drive (np. z Ubuntu Live USB Disk Creator utility) i bootowany z nośnika instalacyjnego poprzez wybranie opcji instalacji;
- opcja instalacji z użyciem instalatora Wubi jest dostępna na 9,10 "Karmic Koala"

## Pakiety
Pakiety, które zawiera Ubuntu Netbook Edition:
- "Go Home" applet

Rozszerzony "Pokaż pulpit" aplet, który oprócz pokazania pulpitu, pozwala użytkownikowi na "drag&drop" pliki / katalogi / adresów URL na pulpit, aby utworzyć nowe ulubione ustawiania launchera.
- Window Picker applet

Space-konserwatywne okna apletu Picker, który pozwala na przełączanie i zamykanie okien z panelu.
- Maximus Maximus

window-management daemon (pilnuje okna są największe, itp.)
- Human Netbook

- UNE launcher

Desktop-launcher, które zastępuje menedżera plików Nautilus i funkcje pulpitu. To jest wybranie funkcjonalności Aplikacje / Miejsca / System i dodaje wsparcie dla zdefiniowanych przez użytkownika kategorii Ulubione.
- Desktop Switcher

Umożliwia łatwe przełączania trybu między trybem Netbook i tryb Classic (niedostępne w Ubuntu 9.10 ze względu na problem stabilności).

## Wersje
Dell Ubuntu Netbook Edition jest stworzony specjalnie dla profilu sprzętu Inspiron Mini 9, a także jest dostępny na Inspiron Mini 12. Zawiera wbudowany interfejs i niestandardowy launcher, jak i nie-wolne kodeki, takie jak MPEG4 i MP3.
EasyPeasy jest uważana za jedną z pierwszych dystrybucji opartych na UNE, z naciskiem na korzystanie z oprogramowania prawnie zastrzeżonego, jak Skype, a także integrację szeregu różnych standardowych aplikacji i sterowników.

## Aplikacje
Standard:
- Przeglądarka internetowa – Firefox
- klient poczty – Evolution
- Instant messenger – Empathy
- Odtwarzacz multimedialny – Rhythmbox
- Przeglądarka zdjęć – F-Spot
- Pakiet Office – OpenOffice.org

Opcjonalne:
- Adobe Flash
- Adobe Reader
- Java Virtual Machine
- Skype

Kodeki dla producentów OEM:
- MPEG4 (H.263)
- MP3
- AAC
- Windows Media